# Gibanje Zedinjena Slovenija
Gibanje Zedinjena Slovenija (kratica ZSi) je slovenska zunajparlamentarna politična stranka s sedežem v Mariboru. Trenutni predsednik, od ustanovitve stranke leta 2014, je Andrej Šiško.
Gibanje nosi ime po programu Zedinjena Slovenija iz časa pomladi narodov leta 1848.

## Rezultati volitev

### Državnozborske volitve
| Volitve | Št. glasov | %    | +/–     | Sedeži | +/–     | Mesto | Vlada |
| ------- | ---------- | ---- | ------- | ------ | ------- | ----- | ----- |
| 2018    | 5.287      | 0,59 | na novo | 0 / 90 | na novo | 16.   | –     |
| 2022    | 168        | 0,01 | 0,58    | 0 / 90 | 0       | 21.   | –     |

### Predsedniške volitve
| Volitve | Kandidat     | 1. krog    | 1. krog | 2. krog    | 2. krog | Rezultat |
| Volitve | Kandidat     | Št. glasov | %       | Št. glasov | %       | Rezultat |
| ------- | ------------ | ---------- | ------- | ---------- | ------- | -------- |
| 2017    | Andrej Šiško | 16.636     | 2,21    |            |         | Poraz    |